# Hydrozetes platensis
Hydrozetes platensis är en kvalsterart som beskrevs av Berlese 1902. Hydrozetes platensis ingår i släktet Hydrozetes och familjen Hydrozetidae. Inga underarter finns listade i Catalogue of Life.